# Asier Santana
Asier Santana Clavo, (Idiazábal, 3 de febrero de 1979) es un entrenador de fútbol español. Debutó como técnico en la Real Sociedad. Actualmente director deportivo del Lazkao Kirol Elkartea.

## Trayectoria
Asier Santana es un técnico formado en las categorías inferiores de la Real Sociedad. Entrenador vinculado desde 2006 al cuadro técnico de la Real Sociedad, ha trabajado en las categorías inferiores y en el segundo  equipo, donde se convirtió en entrenador en 2013.
Llegó a debutar en el primer equipo de manera provisional en 2014, tras la salida del club donostiarra de Jagoba Arrasate. Su único partido como máximo responsable al frente de la Real Sociedad se tradujo con una brillante victoria por 2:1 frente al Atlético de Madrid, en partido de Liga el 9 de noviembre de 2014.  Tras el fichaje de David Moyes como entrenador del club, Santana se convirtió en segundo entrenador. Se mantuvo en ese puesto durante el resto de la temporada 2014-15 y toda la temporada 2015-16. Tras el cese de Moyes a finales de 2015 siguió en el cargo con el nuevo técnico del club Eusebio Sacristán. 
En julio de 2016, se convierte en técnico del Real Unión, dando un paso adelante en su carrera al tomar las riendas de un club histórico que luchará de nuevo por subir de categoría. Allí dirigió un total de 54 encuentros en dos campañas.
En enero de 2020, firma como nuevo entrenador del UCAM Murcia CF del Grupo IV de la Segunda División B de España hasta el final de la temporada 2019-20, para intentar sacar al club murciano de la parte de abajo de la clasificación.
En enero de 2021, firma como nuevo entrenador del Club Portugalete del subgrupo A del Grupo II de la Segunda División B de España hasta el final de la temporada 2020-21.
El 9 de junio de 2022, firma como director deportivo del Lazkao Kirol Elkartea.

## Clubes como entrenador
| Club                                       | País   | Año             |
| ------------------------------------------ | ------ | --------------- |
| Real Sociedad B                            | España | 2013-2014       |
| Real Sociedad                              | España | 2014            |
| Real Sociedad (segundo entrenador)         | España | 2014-2016       |
| Real Unión Club                            | España | 2016-2018       |
| UCAM Murcia CF                             | España | 2020            |
| Club Portugalete                           | España | 2021            |
| Lazkao Kirol Elkartea (Director deportivo) | España | 2022-actualidad |